# Udrycze-Koniec
Udrycze-Koniec – wieś w Polsce położona w województwie lubelskim, w powiecie zamojskim, w gminie Stary Zamość.
| SIMC    | Nazwa             | Rodzaj    |
| ------- | ----------------- | --------- |
| 0899302 | Kolonia Fornalska | część wsi |
| 0899325 | Niwa              | część wsi |
| 0899348 | Romanina          | część wsi |
| 0899354 | Różki             | część wsi |
| 0899377 | Wólka             | część wsi |

W latach 1975–1998 miejscowość należała administracyjnie do województwa zamojskiego.
Wieś jest sołectwem w gminie Stary Zamość. Według Narodowego Spisu Powszechnego z roku 2011 wieś liczyła 389 mieszkańców.
We wsi znajduje się dawny klasycystyczny Dwór Kickich z XVIII w. otoczony nieregularnym założeniem parkowym z układem wodnym, mieszkała w nim m.in. Teresa Kicka, córka Onufrego Kickiego, szambelana króla Stanisława Augusta Poniatowskiego. 
W końcu XIX w. budynek dworu został przebudowany w formach eklektycznych. Po II wojnie światowej znajdowała się w nim miejscowa szkoła podstawowa. 
Do zespołu należą też:
- barokowa oficyna dworska z XVII w.
- kaplica braci polskich z XVII w., w której zgromadzali się członkowie wspólnoty
- park krajobrazowy z zatartym układem ogrodu romantycznego z końca XVIII w.

W Udryczach urodził się w 1867 Andrzej Brzuchal-Sikorski, kapelmistrz I Brygady Legionów, pierwszy wykonawca i zapewne autor muzyki do Marsza I Brygady.
Wierni Kościoła rzymskokatolickiego należą do parafii św. Antoniego Padewskiego w Udryczach.